# Leon Sharf
Leonid "Leon" Sharf (ukr. Леонід Шарф, ur. 5 lipca 1982 roku, Ukraińska SRR) – amerykański piłkarz pochodzenia ukraińskiego.

## Kariera piłkarska

### Kariera klubowa
Urodził się na Ukrainie, ale jeszcze w dzieciństwie razem z rodzicami wyjechał do USA. Uczył się w California State University, Northridge, gdzie bronił barw studenckiej drużyny Northridge Matadors. W 2005 rozpoczął karierę piłkarską w drużynie Bakersfield Brigade. W następnym roku przeniósł się do Europy, gdzie bronił barw mołdawskich klubów Tiligul-Tiras Tyraspol i Olimpia Bielce.

### Kariera reprezentacyjna
W 2009 występował na Igrzyskach Makkabskich w reprezentacji USA, do której powołano piłkarzy tylko pochodzenia żydowskiego.